# Louise Sorel
Louise Sorel (* 6. August 1940 in Los Angeles, Kalifornien als Louise Jacqueline Cohen) ist eine US-amerikanische Schauspielerin.

## Leben
Sorels Schauspielkarriere begann in den 1960er Jahren auf der Bühne, wo sie unter anderem in den Broadway-Stücken Take Her, She’s Mine, Lorenzo, Man and Boy und The Sign in Sidney Brustein’s Window auftrat.
Ihre erste größere Filmrolle spielte sie im 1965 erschienenen Film The Party’s Over. Weitere Filmauftritte hatte sie beispielsweise in B.S. I Love You (1971), Hotelgeflüster (1971), Ein Gauner kommt selten allein (1972) und Beach Parties (1984).
Im Fernsehen erlangte sie durch ihre Rolle Augusta Lockridge in der Seifenoper California Clan Bekanntheit, die sie mit Unterbrechungen von 1984 bis 1991 verkörperte. Von 1986 bis 1987 spielte sie die Judith Russell Sanders in Liebe, Lüge, Leidenschaft. Von 1992 bis 2000 und 2009 bis 2011 die Vivian Alamain in Zeit der Sehnsucht. Letztere Rolle brachte ihr fünf Soap Opera Digest Award ein. Zu den zahlreichen weiteren Fernsehserien, in denen sie auftrat, gehören Route 66 (1963), Raumschiff Enterprise (1969), hier spielte sie in der Folge Planet der Unsterblichen die Androidin Rayna Kapec, Medical Center (1971–1975), Kojak – Einsatz in Manhattan (1974, 1977), Ladies’ Man (1980–1981) und Unter der Sonne Kaliforniens (1982). 2014 spielte sie die Emily Tanner in der Webserie Beacon Hill.
Sorel war von 1964 bis 1970 mit dem Schauspieler Herb Edelman und von 1973 bis 1975 mit dem Schauspieler Ken Howard verheiratet.

## Filmografie

### Filme
- 1957: Eighteen and Anxious
- 1962: The Laughmakers (Kurzfilm)
- 1965: The Party’s Over
- 1971: B.S. I Love You
- 1971: Hotelgeflüster (Plaza Suite)
- 1971: River of Mystery (Fernsehfilm)
- 1971: The Last of the Powerseekers (Fernsehfilm)
- 1972: Ein Gauner kommt selten allein (Every Little Crook and Nanny)
- 1972: Every Man Needs One (Fernsehfilm)
- 1973: Charlie Chan – Ein wohlgehütetes Geheimnis (The Return of Charlie Chan, Fernsehfilm)
- 1973: The President’s Plane Is Missing (Fernsehfilm)
- 1974: The Girl Who Came Gift-Wrapped (Fernsehfilm)
- 1974: The Healers (Fernsehfilm)
- 1974: The Mark of Zorro (Fernsehfilm)
- 1975: One of Our Own (Fernsehfilm)
- 1976: Widow (Fernsehfilm)
- 1976: Perilous Voyage (Fernsehfilm)
- 1978: Wer den ersten Stein wirft … (When Every Day Was the Fourth of July, Fernsehfilm)
- 1982: Die unglaubliche Reise in einem verrückten Raumschiff (Airplane II: The Sequel)
- 1982: Labyrinth der Monster (Mazes and Monsters, Fernsehfilm)
- 1983: Sunset Limousine (Fernsehfilm)
- 1984: Beach Parties (Where the Boys Are)
- 1984: China Blue bei Tag und Nacht (Crimes of Passion)
- 1986: Ein Gaunerstück mit alten Meistern (A Masterpiece of Murder, Fernsehfilm)
- 1994: Winter Heat (Fernsehfilm)

### Fernsehserien
- 1962: Gnadenlose Stadt (Naked City, eine Folge)
- 1963: Route 66 (eine Folge)
- 1963: Preston & Preston (The Defenders, eine Folge)
- 1964: Espionage (eine Folge)
- 1965: Dr. Kildare (eine Folge)
- 1965: Auf der Flucht (The Fugitive, eine Folge)
- 1965: The Nurses (eine Folge)
- 1965: Bonanza (eine Folge)
- 1965: Die Leute von der Shiloh Ranch (The Virginian, eine Folge)
- 1966: The Trials of O’Brien (eine Folge)
- 1966: Wettlauf mit dem Tod (Run for Your Life, eine Folge)
- 1966: Hawk (eine Folge)
- 1966: Iron Horse (eine Folge)
- 1966: Big Valley (The Big Valley, eine Folge)
- 1967: Occasional Wife (eine Folge)
- 1967: The Flying Nun (eine Folge)
- 1967: Daniel Boone (eine Folge)
- 1967: Tennisschläger und Kanonen (I Spy, eine Folge)
- 1968: The Rat Patrol (eine Folge)
- 1968: Mannix (eine Folge)
- 1968: The Name of the Game (eine Folge)
- 1969: Raumschiff Enterprise (Star Trek, Folge 3x19: Planet der Unsterblichen)
- 1969: Mr. Deeds Goes to Town (eine Folge)
- 1969: Die Macht des Geldes (The Survivors, eine Folge)
- 1969, 1982: Nachdenkliche Geschichten (Insight, 2 Folgen)
- 1970: The Bold Ones: The Protectors (eine Folge)
- 1970–1971: Night Gallery (2 Folgen)
- 1971: The Bold Ones: The Senator (eine Folge)
- 1971–1975: Medical Center (6 Folgen)
- 1972: The Don Rickles Show
- 1972: Owen Marshall – Strafverteidiger (Owen Marshall: Counselor at Law, eine Folge)
- 1972: Search (eine Folge)
- 1972: Banacek (eine Folge)
- 1972: FBI (The F.B.I., eine Folge)
- 1973: Ghost Story (eine Folge)
- 1973: The Wide World of Mystery (eine Folge)
- 1973: Der Chef (Ironside, eine Folge)
- 1973: Hawaii Fünf-Null (Hawaii Five-0, eine Folge)
- 1974: Get Christie Love! (eine Folge)
- 1974, 1977: Kojak – Einsatz in Manhattan (Kojak, 3 Folgen)
- 1975: Doctors’ Hospital (eine Folge)
- 1975: Die Küste der Ganoven (Barbary Coast, eine Folge)
- 1976: Bronk (eine Folge)
- 1977: Quincy (Quincy, M. E., eine Folge)
- 1977: Rosetti and Ryan (eine Folge)
- 1979: The Curse of Dracula (eine Folge)
- 1979: Vegas (Vega$, eine Folge)
- 1979: Drei Engel für Charlie (Charlie’s Angels, Folge Ein Engel hinter Gittern (Caged Angel))
- 1979: Der unglaubliche Hulk (The Incredible Hulk, eine Folge)
- 1980: Hagen (eine Folge)
- 1980: One in a Million (2 Folgen)
- 1980–1981: Ladies’ Man (16 Folgen)
- 1982: Magnum (Magnum, p.i., eine Folge)
- 1982: Hart aber herzlich (Hart to Hart, eine Folge)
- 1982: Trapper John, M.D. (eine Folge)
- 1982: Unter der Sonne Kaliforniens (Knots Landing, 3 Folgen)
- 1982, 1984: Simon & Simon (2 Folgen)
- 1983: Noch Fragen Arnold? (Diff’rent Strokes, eine Folge)
- 1983: Oh Madeline (eine Folge)
- 1984: Matt Houston (eine Folge)
- 1984–1986, 1988–1991: California Clan (Santa Barbara)
- 1986–1987: Liebe, Lüge, Leidenschaft
- 1992–2000, 2009–2011, 2012, 2020: Zeit der Sehnsucht (Days of Our Lives)
- 1996: Law & Order (eine Folge)
- 1998: Sabrina – Total Verhext! (Sabrina, the Teenage Witch, eine Folge)
- 2000: Port Charles
- 2004: Passions (eine Folge)
- 2014–2020: Beacon Hill (Webserie)

## Auszeichnungen und Nominierungen
Soap Opera Digest Award
- 1986: Nominierung in der Kategorie „Outstanding Actress in a Supporting Role on a Daytime Serial“ für California Clan.
- 1986: Nominierung in der Kategorie „Outstanding Comic Relief Role on a Daytime Serial“ für California Clan.
- 1993: Nominierung in der Kategorie „Outstanding Villain/Villainess“ für Zeit der Sehnsucht.
- 1994: Auszeichnung in der Kategorie „Outstanding Villain/Villainess“ für Zeit der Sehnsucht.
- 1995: Auszeichnung in der Kategorie „Outstanding Female Scene Stealer“ für Zeit der Sehnsucht.
- 1996: Auszeichnung in der Kategorie „Outstanding Supporting Actress“ für Zeit der Sehnsucht.
- 1997: Auszeichnung in der Kategorie „Outstanding Female Showstopper“ für Zeit der Sehnsucht.
- 1999: Auszeichnung in der Kategorie „Outstanding Female Scene Stealer“ für Zeit der Sehnsucht.